# جوزيف بي. أندرسون
جوزيف بي. أندرسون (بالإنجليزية: Joseph B. Anderson)‏ هو عسكري أمريكي، ولد في 1943.

## وصلات خارجية
- جوزيف بي. أندرسون على موقع إن إن دي بي (الإنجليزية)